# フォード・コスワース・DFVエンジン

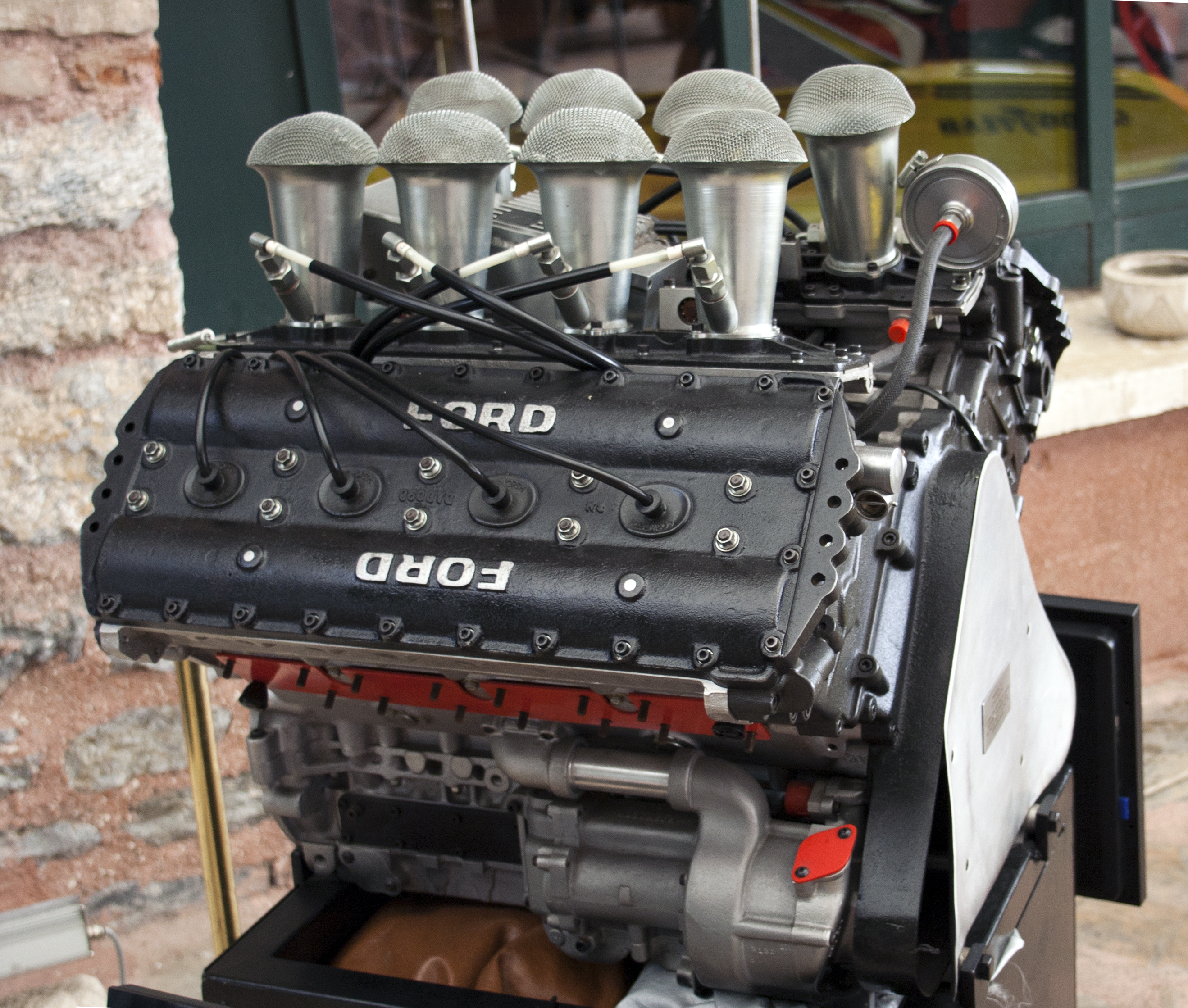
DFVエンジン

フォード・コスワース・DFVエンジン（Ford cosworth DFV engine ）は、コスワースによって開発・設計されたレーシングエンジンであり、そのF1での活躍は通算155勝という唯一無二の成績をモータースポーツ史に残している。フォードからの主に開発費などの支援により「フォード・コスワース」と2つの名前を冠している。F1で一線を退いてからもF3000用のエンジンとしてさらに活躍した。

## 性能・主要諸元
- V型8気筒エンジン、DOHC4バルブ、自然吸気2,993cc
- バンク角　90度
- 内径×行程　85.6×64.8mm
- 最大出力　408hp/9,000rpm(1967)、415hp/9,500rpm(1968)、430hp/10,000rpm(1969-1970)、510hp/11,200rpm(後期)
- 最大トルク　33.8kg·m/8,500rpm(初期)、37.3kg·m/9,000rpm(後期)
- 重量　161kg(初期)、154kg(後期)

## 記録
- F1での優勝回数: 155回
- 初出場: 1967年オランダGP
- 初優勝: 1967年オランダGP
  - ドライバー: ジム・クラーク
  - コンストラクター: ロータス・フォード

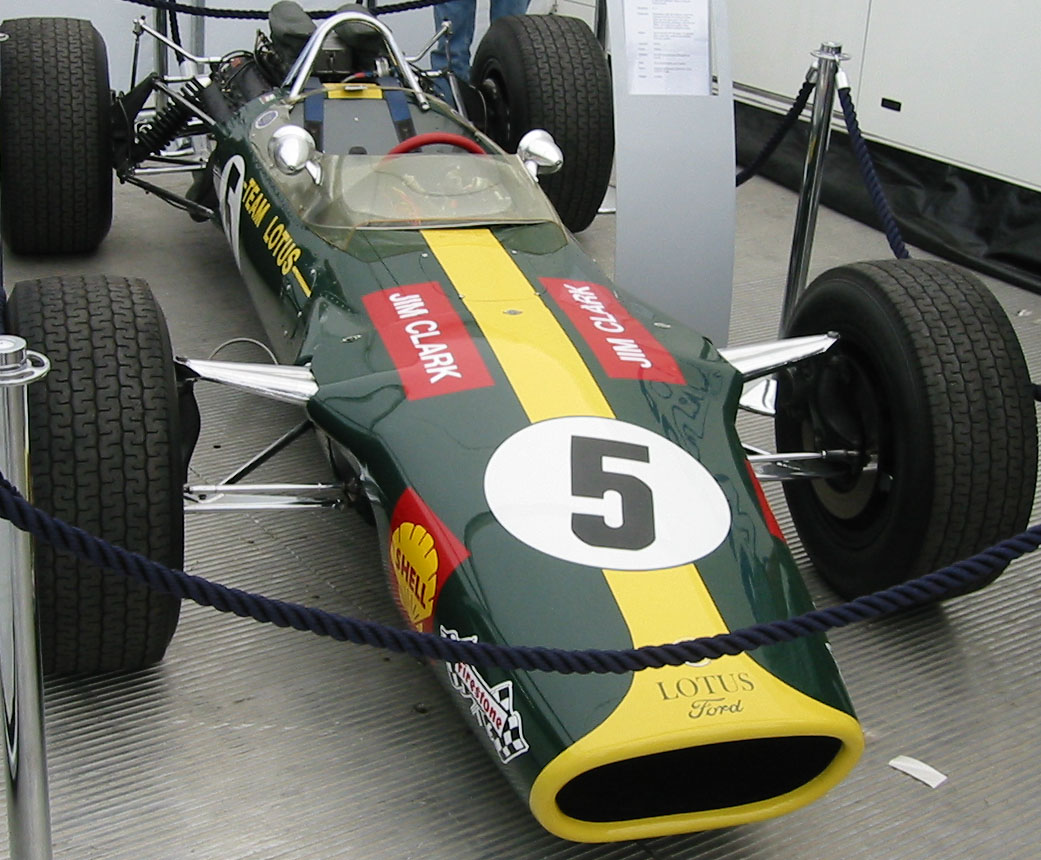
DFVに初優勝をもたらしたロータス・49。ノーズにFordの4文字。このエンジンは、まだF1車にウイングが全く付いていなかったような昔にデビューした。

- DFVエンジンの最後の優勝: 1983年モナコGP
  - ドライバー: ケケ・ロズベルグ
  - コンストラクター: ウィリアムズ・フォード
- DFV発展型エンジンの最後の優勝: 1983年アメリカ東GP（エンジン名はDFY）
  - ドライバー: ミケーレ・アルボレート
  - コンストラクター: ティレル・フォード
- 総合優勝（ドライバー）: 12回
  - 1968年,1969年,1970年,1971年,1972年,1973年,1974年,1976年,1978年,1980年,1981年,1982年
- 総合優勝（コンストラクター）: 10回
  - 1968年,1969年,1970年,1971年,1972年,1973年,1974年,1978年,1980年,1981年
  - ただし、ドライバー、コンストラクターのタイトルはエンジンメーカーには与えられない。
- 最終出場:1988年ブラジルGP[注 1], 1991年オーストラリアGP[注 2]

## 歴史

### DFVエンジンの誕生

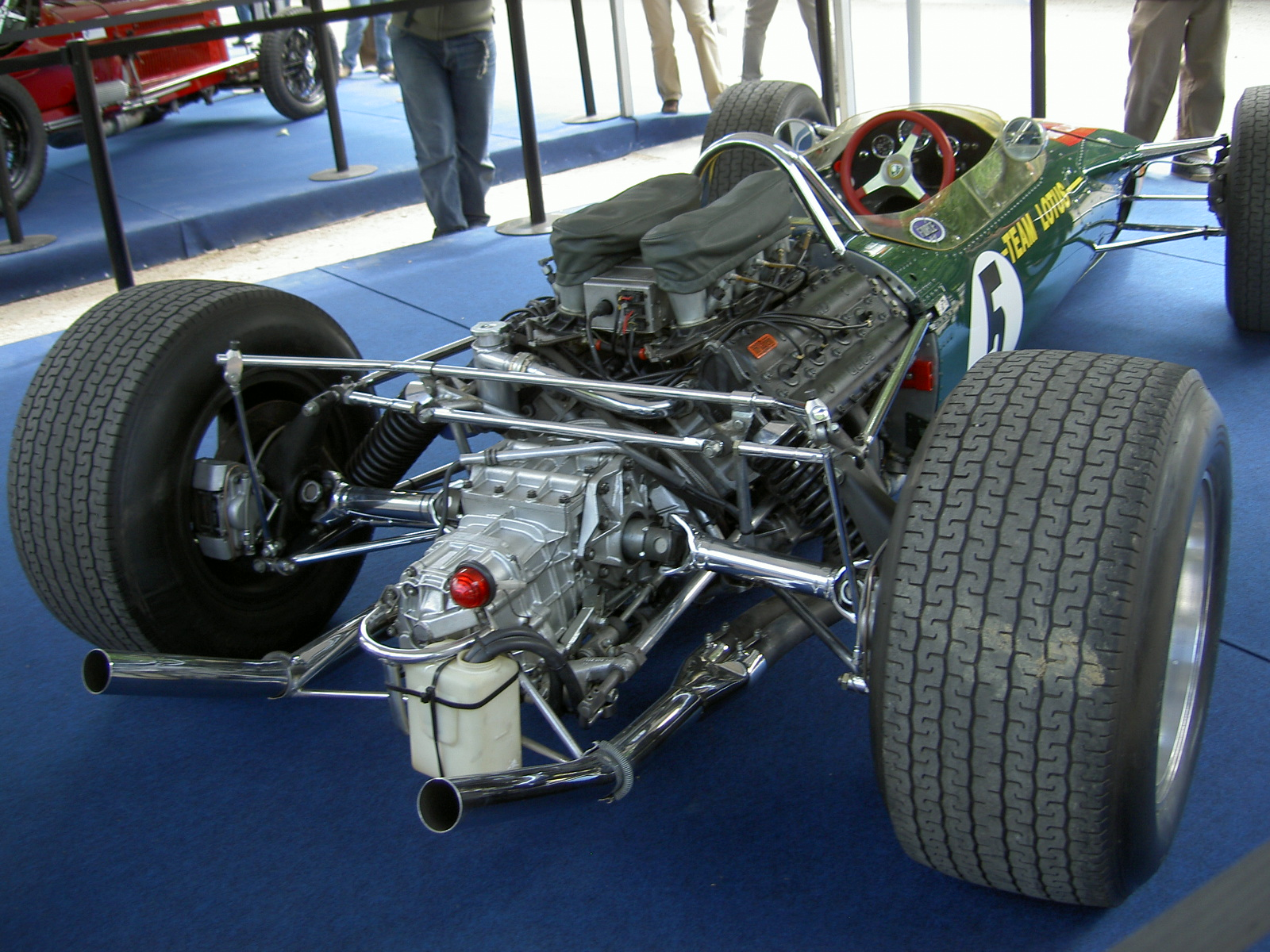
ロータス49のDFVエンジン

DFV は、1966年のレギュレーション変更でエンジン排気量が以前の1.5リットルから2倍の3.0リットルに拡大されたことへの対応で新規開発された。
準備期間が短かったため、各コンストラクターは大排気量レーシングエンジンの確保に苦労し、フェラーリはスポーツカーで使用中のV型12気筒をスケールダウンして流用、ホンダも V型12気筒と適合する車体（ホンダ・RA273）の開発に手間取り、シーズン開始に間に合わず途中からの参戦になった。
また BRM は180度V型8気筒を2段重ねにしたH型16気筒を持ち込んだが、重量過大と信頼性欠如で苦戦した。クーパーに至っては1957年にフルワークス活動から撤退したマセラティのV型12気筒（2.5リットル、実戦に投入されたのは同年のイタリアGPのみ）を再使用したが、親会社の交代による混乱もあり通用しなかった。
ブラバムは軽量なトヨタ・クラウンエイト用アルミブロックも検討したが強度不足で却下し、ローバー・P6 やレンジローバー用に輸入されていたオーストラリアの GM ホールデンのV型8気筒OHVスモールブロックを基に、レプコのフランク・ハラムと、フリーのエンジン技術者フィル・アービングがクロスフローの SOHC ヘッドを架装したエンジンを自主製作した。軽量でトルクがあり信頼性の高いレプコ・ブラバムは、ライバル達の混乱を後目に1966年と1967年シーズンを連覇したが、専用開発中の 3.0リットルレーシングエンジンが本格化するまでの暫定的なものでしかなかった。
初年に BRM H16 のトラブル多発に懲りたロータスの総帥コーリン・チャップマンは、同社のエンジン部門に居たマイク・コスティンとキース・ダックワースが分家の形で独立した、新興エンジンメーカーのコスワースに 3.0リットルF1 専用エンジンの開発を依頼。ダックワースは、当時 F2 用に開発中の直列4気筒 1.6リットルの「FVA（Four Valve type A）」エンジンを結合してV型8気筒化したものを、FVA と平行開発する構想を持っており、名称は「Double Four Valve」の頭文字を取り「DFV」となった。
ところが当時コスワースは資金難で、開発費を負担してくれるスポンサーを求めていた。1963年からロータスはイギリス・フォードのコーティナに同社製 DOHC エンジンを搭載したホットバージョン、ロータス・コーティナを受託生産しており、チャップマンが英フォードで懇意のウォルター・ヘイズらにコスワースへの協力を打診した結果、DFVの開発費を提供することになり、DFV にはフォードのバッジネームが付いてフォード・コスワース・DFVの名で呼ばれた。また米フォード本社は当時モータースポーツに高い関心を寄せており、F1 進出のためフェラーリの買収を企図したもののエンツォ・フェラーリに拒否され失敗したばかりで、英フォードの DFV 計画にも積極的であったという。
ダックワースはマルチバルブの考察を更に進め、バルブ挟み角の小さいペントルーフ型燃焼室による高圧縮化・急速燃焼と、シリンダー内の縦の渦流（タンブル流）を利用した充填効率の向上により、レーシングエンジンで高出力と低燃費を両立させる事に初めて成功、これを DFV に適用した。
また、現代ではあたりまえになっている、エンジンブロック自身をフレームの強度メンバーの一部として使う手法は、DFV の誕生の頃にはまだ先進的・冒険的な設計のひとつであった（本エンジン以前の例としてはホンダ・RA271などがある）。そのように使われることを当初から前提として設計された本格エンジンは本機が最初だろう、とする論者もいる。

### デビュー
1967年にロータスの新型ロータス・49でオランダGPから実戦投入されたDFVは、フェラーリ、ホンダ、ウェスレークのV型12気筒に比べて出力では若干劣ったが、トルクバンドが広く小型軽量で低燃費、ストレスメンバーとしての搭載を前提にしていたことからシャシとの相性も良く、初戦にもかかわらずグラハム・ヒルがポールポジションを獲得、決勝レースでは同ロータスのジム・クラークが優勝し、DFV はデビューウィンをPPで飾ってF1の世界に新風を巻き起こした。
DFV の期待以上の活躍を喜んだフォードは、独占供給継続を望むロータスを振り切り、翌1968年シーズンから DFV の市販を開始した。同年ロータスは初のメイクスタイトルを獲得したが、その後は DFV の1ユーザーの立場になり、優位性を失った。

### DFV絶頂期

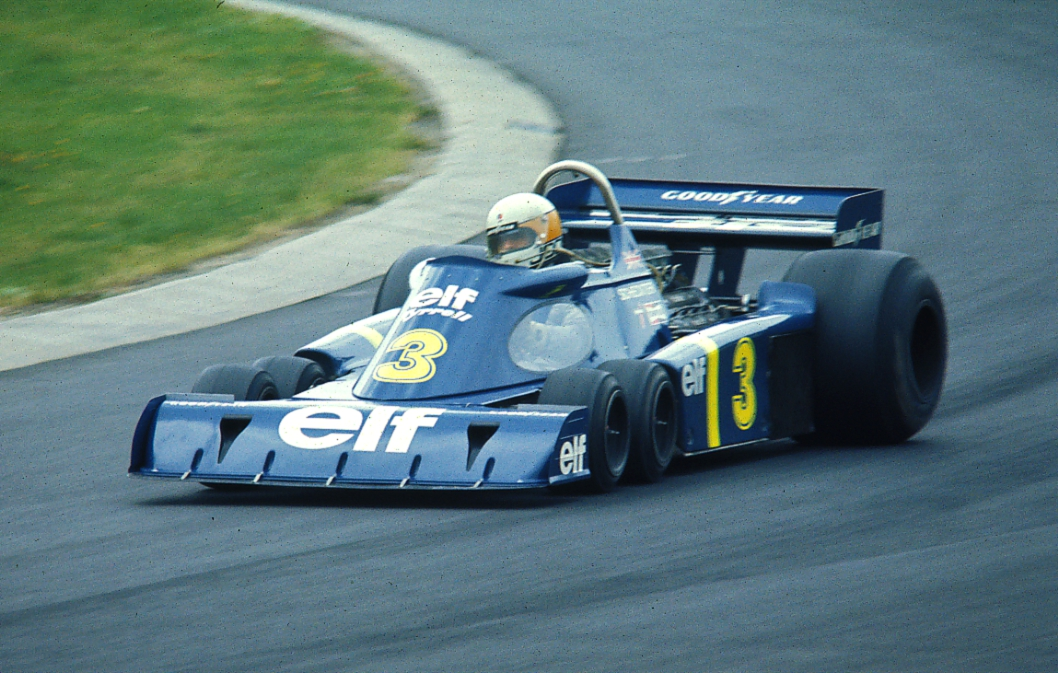
6輪車ティレル P34。この形状はDFVというイコールコンディションでの空力研究のひとつの到達点であった。

フォードがDFVエンジンを市販し始めたことは、F1の勢力図に大きな変動をもたらした。低予算のコンストラクターがDFVと市販のシャシを購入し、数名のメカニックを雇っただけのチーム形態でグランプリへ参加することを可能にした。さらにV型8気筒というコンパクトなエンジン形式を採用したことにより、V型12気筒などの多気筒エンジンに比べはるかにメンテナンス性に優れていた。こうしたコンストラクターとしてマクラーレン、ティレル、ウィリアムズ、アロウズなどがある。
こうしたコンストラクターが増えたことで、相対的にワークスがGPに踏みとどまっている必要性が薄くなってきたためワークスの撤退が相次ぎ、BRMが撤退すると一時期はフェラーリ以外は全て、DFVユーザーという状態になった。
そのようにしてエンジンとシャシにおいてマシーンの平均化が進んだことから、技術面では空力の利用についての競争が盛んとなった。今日私達が目にするような整流機能やダウンフォースを得るためのウィングがマシンに取り付けられるようになったのもDFVエンジンが市販されたのと同じ1968年のことである。またウィングカーやティレル・P34のような6輪車など非常にユニークなクルマも造られた。
ウィングはエンジンとは無関係なように思えるかもしれないが、実はそうではない。前述のようにDFVエンジンは強度メンバーのひとつとして組み込まれることを前提としているが、その設計時はまだウィングが多用される前だった。1969年シーズン中のウィングに関する大幅なルール化により、ウィングをアップライトに固定することが禁止された結果、車体に固定されるようになったウィングが発生するダウンフォースはエンジンを経由してサスペンションとタイヤに伝わるようになった。その結果としてエンジンやギヤボックスに掛かるストレスが想定を超えていた時期があり、（コスワースは否定しているとされているが）1970年代にそれに対応する改修が加えられたものと見ている設計者（デザイナー）もいる。
DFVの高性能は、F1の勢力図を大きく塗り替えた。DFVは改良を重ねられ1991年までの長きにわたり参戦し、F1から撤退するまでに実に155勝を挙げた(1987年からは3.5リットル化された)。これほどの成功を収めたレーシングエンジンは他になく、DFVはまさしくグランプリに輝く金字塔である。

### DFVのライバル
DFVは1968年から1974年までの7年間ドライバーズとコンストラクターズのタイトルを独占し続けた。この間ほぼ唯一の非DFVコンストラクターであるフェラーリはグランプリの隅に追いやられ続けた。1960年代を通してフェラーリは経営が悪化しフィアットの傘下に入るなど最も低迷した時期になった。
フェラーリがDFVに対してコンペティティブになれたのは、1970年代に入って3.0リットル180度V型12気筒エンジン、ティーポ015、通称ボクサーの開発に成功してからだった。以降1970年代の終わりにルノーがターボエンジンを持ち込むまでボクサーのみがDFV唯一のライバルであり続けた。1974年にニキ・ラウダがフェラーリに加入すると、翌75年にはドライバーズとコンストラクターのタイトルを奪回することに成功した。これに対抗するため、細部の仕様変更（マグネシウム鋳造パーツの採用等含む）を施した発展型DFVが1977年にマクラーレン、ロータス、ティレル、ウルフに供給された。

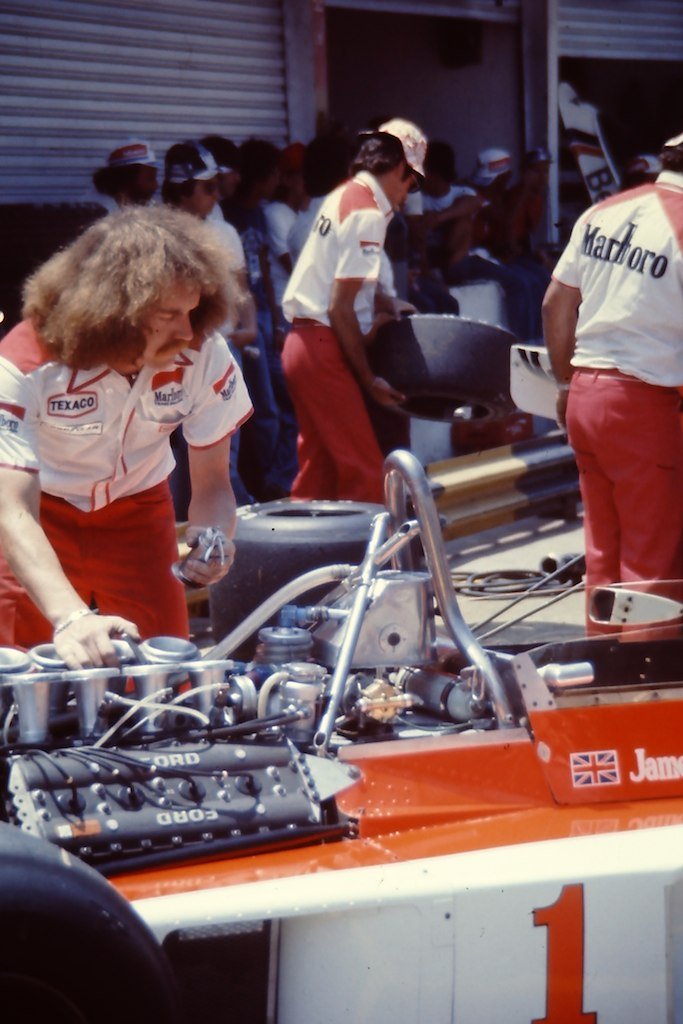
マクラーレン・M23に搭載されたDFVエンジンを調整するメカニック。
（1977年ブラジルGP）

### 低迷と復活
デビューから10年近くも経ち、DFVもフェラーリやアルファロメオのパワフルな水平対向12気筒エンジンに苦戦を強いられることが多くなった。
その頃、DFV誕生の立役者であるロータスがグランプリに革命を起こす。
ロータスが1977年に投入したロータス・78はグラウンド・エフェクト・カーの先駆けとなり、以降グランプリは強力なダウンフォースが得られるグラウンド・エフェクト・カーが主流となる。
フェラーリやアルファロメオの大型の水平対向12気筒エンジンはサイドポンツーンから抜ける気流を乱し十分なグラウンド・エフェクトを得ることができなかった。
一方、DFVはいわゆる「葉巻型」のロータス・49のために開発された経緯からモノコック径とほぼ同じサイズであり、グラウンド・エフェクト・カーに最適なエンジンとして競争力を取り戻した。

### DFVの退潮
DFVに終焉をもたらしたのはターボエンジンの登場であった。1977年、ルノーはターボチャージャー（排気タービンによる過給器）付きエンジンを初めてF1に持ち込んだ（ルノー・RS01）。F1のレギュレーションには当初から過給器付き（規則の原文は 'supercharged' ）エンジンの規定が設けられていたものの、普通「スーパーチャージャー」とはターボではなく機械式過給を指し、ルノーによるターボの導入は'supercharged' が文字通りには単に「過給」の意味しかないことを利用した、いわゆる「ルールの精神ではなく『文字通り』に従った行為」であったが、F1運営側の判断としては黙認という形になった。当初、ルノーはターボエンジン特有の「ターボラグ」に悩まされ、またエンジンブローも頻発したため、DFVユーザーの敵にはならなかった。しかし、1979年フランスグランプリで初優勝を挙げた頃から、各メーカー、チームは次第にターボエンジンの潜在力と性能に目を向けるようになっていった。
1980年代に入ると、さらに状況は変化した。1981年にはフェラーリがターボエンジンへの切り替えに踏み切り、1982年にはBMWがブラバムにターボエンジンの供給を開始した。また、1983年にはホンダとポルシェもターボエンジンの供給を開始した。大メーカーがターボエンジンの供給を始めると、次第にDFVが活躍する幅は狭くなっていった。各チームは戦闘力に勝るターボエンジンを求めるようになり、ターボエンジンを得られずDFVを使用するチームは徐々に下位に沈んで行った。
それでも1982年のグランプリはDFVエンジンを搭載したウイリアムズのケケ・ロズベルグが総合王者になったが、DFVの栄光もここまでであった。翌1983年のシーズンではフラットボトム規制が施行され事実上グラウンド・エフェクト・カーは参加できなくなったこともあり、BMWターボエンジンを搭載したブラバム・BT52を駆るネルソン・ピケが総合王者となり、DFVエンジンは遂に王座から陥落した。

### グランプリからの退場
コスワースもDFVの改良を続け、1983年にはDFVのショートストローク版と、それを基に更に改良を施したDFYを投入した。このエンジンはデトロイトで開催されたアメリカ東GPでティレルのミケーレ・アルボレートのドライブにより勝利を挙げることに成功した。しかし、この優勝がDFVシリーズにとっての155勝目、すなわち最後の優勝となった。
DFV(DFY)は競争力に欠けるようになり、1985年の中盤までにはDFV(DFY)を使用していたチームも全てターボエンジンに切り替えられた。第10戦のオーストリアGPでティレルのマーティン・ブランドルがDFYを使用し、予選不通過に終わったのを最後に、3000ccのDFV(DFY)はF1から姿を消した。
1987年に自然吸気車の排気量上限が3500ccになると、コスワースはDFVの排気量を上げたDFZエンジンでF1に復帰するが、DFZとその改良モデルのDFRでは勝利を挙げることは無かった。1988年ブラジルGPには、シャーシ開発が遅れたダラーラ（スクーデリア・イタリア）がF3000マシンである3087にDFVを載せて出場したが、予備予選落ちとなった。
コスワースが再びF1で勝利を収めるのは、新設計のHBエンジンを使用した1989年日本GP(アレッサンドロ・ナニーニ)、ワールドチャンピオンを獲得するのはさらに新たなエンジンであるZETEC-Rエンジンを使用した1994年(ミハエル・シューマッハ/ベネトン)のことである。

## DFVの発展形エンジン
F1で一時代を築き上げたDFVエンジンは、F1での活躍の場を失ってからも、様々な手を加えられながら他のカテゴリで使われ続けた。

### F3000
先ず、F2に代わって1985年から始まったF3000マシン用のエンジンとしてヨーロッパや日本、イギリスで開催されたF3000選手権で使用され始めた。中でもヤマハは独自にDFVエンジンを5バルブ化したヤマハ・OX77を開発し、鈴木亜久里の1988年の全日本F3000選手権チャンピオン獲得に貢献した。
また全日本F3000選手権ではそれ以降もケン・マツウラレーシングサービスチューンのDFVが活躍を続け、1991年には片山右京、1993年には星野一義がチャンピオンを獲得している。

### インディカー
またアメリカのCARTでもDFVエンジンをショートストローク化し、ターボチャージャーを装着したDFXが用いられ、さらに改良型のDFSも存在した。

### グループC
1980年代のグループC用にも転用され、DFLという名前が付けられた。DFLには当初、DFVの内径を拡大した3.3リットル、行程を伸張した3.6リットル、両方拡大した3.95リットルの3種類が想定されていたが、実際には3.3リットルと3.95リットルの2種類が使われた。
DFLの3.3リットル版には後にターボが付加されたが、このターボ版では強度に勝るDFX用のシリンダーが転用されていた。
変わった例として、DFLの3.3リットル版は1987年のF1に参戦していたレイトンハウス・マーチ・871のスペアマシンに第4戦モナコGPまで搭載されていた。これは871が完成直後だった第2戦、第3戦でチームにDFZエンジンが1基しかなかったためスペアエンジンが無く、その対処として急遽耐久レース用エンジンである3300ccのDFLエンジンをピットに準備した。第2戦サンマリノGP予選ではメインカーにトラブルが出たためにスペアカーで出走、実際にDFLエンジンで戦った。DFLがF1の公式セッションを走った唯一の事例であった。

### タスマン・チャンピオンシップ
1967年にオーストラリアとニュージーランドで行われた「タスマン・チャンピオンシップ」用に、DFVの行程を54mmまで短縮した2.5リットル仕様の「DFW」が製作され、ロータス・49Tに搭載された。
DFWはタスマン・チャンピオンシップ終了後、全てDFVの標準行程へ戻されている。

### F1

#### DFY
1983年シーズン中に投入されたエンジンで、ショートストローク版のDFVを改良したもので、内径φ90.0mm×行程58.8mmである。また、バルブ挟み角やポート形状などが変更され、ショートストローク版に対しては最高出力こそ変わらないものの中間回転域でのパワーに勝り、11,000rpmで520馬力を発生した。

##### 性能・主要諸元
- V型8気筒エンジン、DOHC4バルブ、自然吸気2,993cc
- バンク角　90度
- 内径×行程　90.0×58.8mm
- 最大出力　520hp/11,100rpm
- 最大トルク　38.7kg·m/9,000rpm
- 重量　139kg(初期)、132kg(後期)

#### DFZ

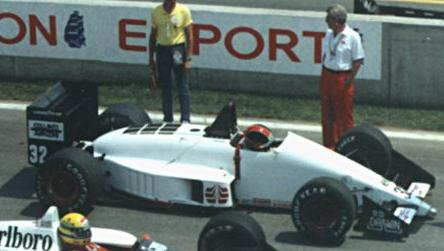
DFZエンジンを搭載したユーロブルンER188

1987年にF1で自然吸気エンジンの規定が3.5リットルとして復活すると、同年にDFVをベースとして排気量を拡大したDFZの市販を開始した。DFVのショートストローク版で使用された内径φ90mmのブロックをベースとし、行程68.6mmを組み合わせたものだった。
このエンジンには、DFVで使用されていた機械式燃料噴射に代わり、電子制御式燃料噴射が採用され、最高出力はさらに上がって575馬力となったが、ホンダやフェラーリ、ルノー、BMW（メガトロン）やTAGポルシェといったターボエンジン勢が軒並み1,000馬力近いパワーでしのぎを削っていた上に、上位チームがこぞってこれらのエンジンを使用したため、首位争いをできるレベルではなかった。

#### DFR
DFRはDFZを基に改良を施したエンジンで、フォードとワークス契約を結んでいたベネトンに1988年独占供給された。初期のテスト段階のエンジンにはヤマハとの提携により気筒あたり5バルブのシリンダーヘッドが組み合わされていたが、実戦での使用は見送られた。
DFRは1989年よりDFZに代わって多くのチームに市販され、1991年まで使用された。この年を最後に、DFVの系譜を継ぐエンジンのF1参戦は終焉を迎えた。最高出力はチューナー（後述）によって異なるものの、580-600馬力を発揮していた。しかし上位陣が使用するV10やV12エンジンと比して慢性的な戦闘力不足が解消されることは適わなかった。DFR搭載車の優勝記録はなく、最高位は1990年にティレルのジャン・アレジがティレル・018とティレル・019でそれぞれ一度、併せて二度記録した2位。

## DFVが生んだ名チューナー
DFVが市販されたことで、よりポテンシャルを発揮できるよう、コスワースとは別個でエンジンのチューニングを行うようになった。これにより、ジョン・ジャッド、ハイニ・マーダー、ブライアン・ハート、ジョン・ニコルソン、元コスワースの技術者であるリチャード・"ディック"・ラングフォードによるラングフォード&ペックなどの名チューナーが生まれた。
特にジョン・ジャッドはエンジン・デベロップメント社（ジャッド）を、ブライアン・ハートはハート・エンジニアリング社を創業し、チューナーだけでなく独自開発のエンジンを送り出していった。
DFVが終焉した後もハートはDFRエンジンのチューニングを行った。F1でDFR最後のシーズンとなった1991年はラルースのローラ・LC91に供給されるDFRをチューニングした。1993年にはジョーダン向けにV型10気筒エンジンを新規開発し供給、1994年から1999年にかけてアロウズ、ミナルディなどにもV型8気筒やV型10気筒エンジンを製造し供給した。